# ترمس صوفي الأوراق
الترمس الصوفي الأوراق (باللاتينية: Lupinus leucophyllus) نوع نباتي يتبع جنس الترمس من الفصيلة البقولية المعروفة بقدرتها على تثبيت النيتروجين الجوي من خلال بكتيريا المستجذرة.
موطنه الساحل الغربي لأمريكا الشمالية من مقاطعة كولومبيا البريطانية ولاية كاليفورنيا في جنوب غرب الولايات المتحدة وولاية باخا كاليفورنيا في المكسيك.

## الوصف النباتي
نبات معمر قائم. الساق والأوراق مغطاة بوبر صوفي كثيف. النورة عذقة عنقودية. الأزهار بنفسجية. النبات سام للحيوانات.